# Alain II (évêque de Rennes)
Alain II (mort avant juin 1239), est évêque de Rennes de vers 1234 à 1239.

## Biographie
L'évêque Alain II, successeur de Josselin de Montauban, est ignoré par les catalogues épiscopaux breton comme celui d'Augustin du Paz mais il est mentionné dans la Gallia Christiana comme le XXXIe évêque de Rennes. En 1237 il participe à un procès relatif à la paroisse de Saint-Gilles et le 4 novembre il approuve une lettre de Geoffroy de Loudon évêque du Mans. En tout état de cause son épiscopat est bref car en juin 1239 le pape Grégoire IX autorise l'archidiacre de Rennes à permettre un mariage car le siège est vacant (Sede vacante). Il a comme successeur la même année  Jean Ier Gicquel.